# Troncal 1 (Venezuela)
La Troncal 1 es un Eje Vial de primer orden que hace la mayor parte de su recorrido en sentido Este-Oeste, y que une 10 entidades federales venezolanas pertenecientes a la región geográfica más poblada de este país, la región Costa-Montaña. 
Esta vía parte desde Caracas, capital de la República, en el Distribuidor Longaray y culmina en la ciudad de San Antonio-Estado Táchira. En la mayor parte de su recorrido es una carretera tipo autovía o Autopista.

## Tramos
La componen muchos tramos de vialidad, que reciben distintos nombres dependiendo de la localidad de origen y de llegada. Los tramos más importantes son:
- Autopista Regional del Centro, que parte desde Caracas, cruza los estados Miranda, Aragua y finaliza en Valencia, estado Carabobo

- Autopista del Este, tipo circunvalación, que cruza a Valencia por el este y termina en el Distribuidor Bárbula, en el municipio Naguanagua

- Autopista Valencia - Puerto Cabello, vía principal que une a ambas Ciudades, con interés turístico y comercial, ya que termina en el principal puerto del país, Puerto Cabello.

- Autopista Puerto Cabello - Morón, vía principal que une al Puerto con la Ciudad cercana de Morón. Culmina en el Distribuidor Palmasola, donde también nace la Troncal 3.

- Autopista Centro Occidental Cimarrón Andresote (Morón-Barquisimeto)

- Autopista Circunvalación Norte

- Carretera Panamericana, que va desde Agua Viva. Pasa por las ciudades de: Sabana de Mendoza , Caja Seca, Nueva Bolivia, El Vigía, Coloncito, y La Fría en el Estado Táchira.

- Autopista San Cristóbal - La Fría, último tramo de la Troncal 1, pasa por San Juan de Colón y culmina en San Cristóbal.